# Largo dei Librari

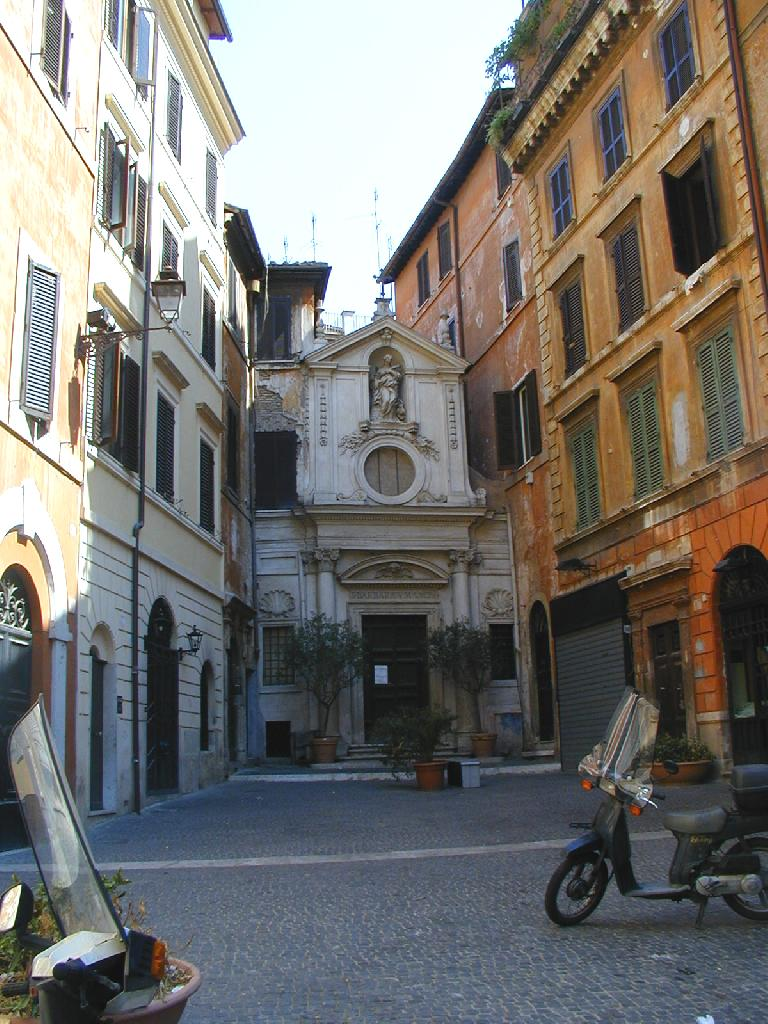
Largo dei Librari med kyrkan Santa Barbara dei Librari i fonden.

Largo dei Librari är ett mycket litet, ett av de allra minsta, torg som finns i Rom. Torget, som är beläget i Rione Parione, utgörs av en oregelbunden piazzetta (diminutiv av piazza) med en liten kyrka, Santa Barbara dei Librari, i fonden. 
Kyrkan, som uppfördes på 1000-talet, byggdes på resterna av Pompejusteatern. Den är dedicerad åt jungfrumartyren Barbara.